# Impara con Pokémon: avventura tra i tasti
Impara con Pokémon: avventura tra i tasti (バトル&ゲット！ポケモンタイピングDS?, Battle & Get! Pokémon Typing DS) è un videogioco educativo per Nintendo DS. Lo scopo del gioco è quello di apprendere la scrittura in rōmaji dei nomi dei Pokémon.
Venne distribuito in Giappone a partire dal 21 aprile 2011 insieme ad una tastiera QWERTY Bluetooth. Nel giugno 2012 fu annunciato il lancio del titolo nel mercato europeo per settembre 2012.. Il titolo fu reso disponibile in Australia il 10 gennaio 2013. È l'unico titolo della serie rilasciato in inglese a non essere stato pubblicato in Nord America.
È il primo titolo spin-off che presenta Pokémon appartenenti alla quinta generazione.

## Modalità di gioco

Immagine di gioco

Il gioco presenta numerosi enigmi incentrati sui Pokémon.

## Sviluppo
Il gioco è stato inizialmente annunciato nel 2010. La tastiera Bluetooth è stata mostrata da Satoru Iwata nel corso del 2011. Dopo il lancio del gioco in Giappone è stata annunciata la distribuzione del gioco in Europa con cinque varianti linguistiche della tastiera e una versione con la tastiera nera, esclusiva per il mercato nipponico.

## Accoglienza
| Testata                    | Giudizio |
| -------------------------- | -------- |
| GameRankings (media al)    | 69,22%   |
| Famitsū                    | 32/40    |
| GamesTM                    | 4,2/10   |
| Official Nintendo Magazine | 84%      |

In Giappone, Impara con Pokémon: avventura tra i tasti risultò in cima alle classifiche di vendita nella sua prima settimana, vendendo 59 363 copie.  Il gioco ha continuato a vendere bene mesi dopo, rimanendo nelle top ten fino alla settimana dal 13 al 19 giugno, e avrebbe continuato a vendere un totale di 201 723 copie nella regione entro la fine del 2011, diventando il 56º titolo più acquistato quell'anno. La rivista giapponese Weekly Famitsu gli ha assegnato un punteggio totale di 32 su 40 basato su 4 recensioni individuali di 8, 8, 8 e 8, conferendogli il Gold Award della testata.
Impara con Pokémon: avventura tra i tasti ha ricevuto recensioni generalmente contrastanti in Occidente, con un punteggio complessivo di 69% da GameRankings. Sebbene Official Nintendo Magazine abbia ritenuto che il gameplay di base fosse "ripetitivo" con una grafica che era solo "al massimo funzionale", il revisore ha sentenziato che le lezioni erano efficaci, dichiarando che "Impara con Pokémon: avventura tra i tasti potrebbe non essere un titolo di successo come i giochi di ruolo della serie, ma si trova comodamente accanto a Pokémon Conquest nei nostri 5 migliori spin-off Pokémon, un elenco che ora possiamo scrivere con sicurezza in 12 secondi netti". Tuttavia, l'accessorio per tastiera è stato criticato da GamesTM, che ha anche ritenuto che fosse necessaria una conoscenza intima dei singoli Pokémon per ottenere bonus di velocità basati sulla loro identificazione tramite silhouette o versi, oltre a poter scrivere correttamente alcuni dei loro nomi.